# Ливадеа (Прахова)
Ливадеа (рум. Livadea) насеље је у Румунији у округу Прахова у општини Варбилау. Oпштина се налази на надморској висини од 359 m.

## Становништво
Према подацима из 2002. године у насељу је живело 1113 становника, од којих су сви румунске националности.